# Pałac w Wojczycach
Pałac w Wojczycach – zabytkowy pałac z XIX w., w Wojczycach – wsi w Polsce, w województwie dolnośląskim, w powiecie średzkim, w gminie Środa Śląska.

## Opis
Obiekt jest częścią zespołu pałacowego, w skład którego wchodzą jeszcze: park, folwark.